# Julien Poulin
Pour les articles homonymes, voir Poulin.
Julien Poulin est un acteur, réalisateur, scénariste, monteur, compositeur et producteur québécois né le 20 avril 1946 à Montréal et mort le 4 janvier 2025. Il est surtout connu pour avoir incarné le rôle d'Elvis Gratton, alias Bob Gratton.

## Biographie
Julien Poulin voit le jour en 1946 à Montréal. Jeune, il s'inscrit à des cours intensifs de théâtre et incarne, dès 1960, quelques petits rôles dans diverses productions. De 1965 à 1969, il joue au sein de La Roulotte, une troupe de théâtre ambulant pour les jeunes de Montréal dirigée par Paul Buissonneau. Puis, en 1974, il cofonde le Groupe de la Veillée avec d'autres jeunes comédiens, dont Gabriel Arcand et Marie Eykel, qui sera sa conjointe pendant 22 ans. Dans les années 1970 et 1980, il joue le rôle de metteur en scène pour plusieurs spectacles.
En 1973, il débute au cinéma avec le film Réjeanne Padovani de Denys Arcand, dans lequel il joue le personnage de Mike Delvecchio. Poulin coréalise également les courts métrages politiques Pea Soup en 1979 et Speak White en 1980, avec son ami,, le réalisateur Pierre Falardeau. C'est avec ce dernier qu'il créera le mémorable personnage d'Elvis Gratton, caricature acerbe d'un Québécois fédéraliste colonisé, que Poulin incarnera à l'écran dans plusieurs films, en commençant par l'œuvre éponyme. Il tourne ensuite dans plusieurs autres films durant sa carrière, tant pour Falardeau que pour d'autres. En 1991, il joue dans le vidéoclip de la chanson Isabelle de Jean Leloup. En 1998, il tient un rôle dans le film Le Dernier souffle de Richard Ciupka, ce qui lui vaut un prix Jutra. Aussi, en 2012, il joue le rôle principal dans le film Camion du réalisateur Rafaël Ouellet, et décroche le Prix œcuménique lors du 47e festival international du film de Karlovy Vary en République tchèque et un autre prix Jutra à titre de meilleur acteur. Pendant sa carrière, il est aussi beaucoup présent à la télévision et sur les planches.
Julien Poulin meurt le 4 janvier 2025 et laisse dans le deuil son fils, Alexis Poulin.

### Controverse
En août 2006, Julien Poulin s'est retrouvé au cœur d'une controverse liée à sa participation à une manifestation pour un cessez-le-feu au Proche-Orient. Lors de cet événement, une photo a été publiée, le montrant tenant brièvement un drapeau du Hezbollah aux côtés du cinéaste Pierre Falardeau. À la suite des réactions suscitées par cette image, Julien Poulin a présenté ses excuses publiques dans un communiqué.
Dans ce communiqué, l'artiste a expliqué que le drapeau en question lui avait été remis par un partisan du Hezbollah en échange du fleurdelisé qu'il brandissait au départ. Il a précisé qu'il n'appuyait ni le Hezbollah ni l'armée israélienne. Poulin a affirmé avoir participé à cette manifestation en geste de solidarité envers ses voisins, la famille El-Akhras, qui avaient perdu plusieurs membres au Liban. Il a conclu en qualifiant l'incident de malentendu et a exprimé ses regrets envers les personnes choquées par son geste.

## Filmographie

### Acteur

#### Cinéma
- 1973 : Tu brûles... tu brûles...
- 1973 : Réjeanne Padovani : Mike Delvecchio
- 1975 : La Gammick : Angelo
- 1977 : Ti-Mine, Bernie pis la gang...
- 1977 : M'en revenant par les épinettes : Pierre
- 1981 : Elvis Gratton : Robert Elvis Gratton
- 1983 : Les Vacances d'Elvis Gratton : Robert Elvis Gratton
- 1983 : Lucien Brouillard
- 1984 : Le Marchand d'armes (The Gunrunner) : Un intrus
- 1984 : Les Années de rêves : le photographe du mariage
- 1984 : Le Crime d'Ovide Plouffe : le voyou du cabaret
- 1985 : Pas encore Elvis Gratton! : Robert Elvis Gratton
- 1985 : Le Matou : Rosario Gladu
- 1985 : Elvis Gratton : Le King des kings : Robert Elvis Gratton
- 1986 : Henri : Begin
- 1988 : Gaspard et Fils
- 1989 : Les Matins infidèles : le patron du snack-bar
- 1989 : Dans le ventre du dragon : Gardien guerite
- 1989 : Comment faire l'amour avec un nègre sans se fatiguer
- 1990 : Le Party : Boyer
- 1991 : Solo
- 1992 : Ma sœur, mon amour : L'épicier
- 1993 : Doublures
- 1996 : L'Oreille d'un sourd : Vic Joyal
- 1999 : Le Petit ciel : Jésus
- 1999 : Le Dernier Souffle : Norman Vaillancourt
- 1999 : Elvis Gratton II : Miracle à Memphis : Robert Elvis Gratton / lui-même
- 1999 : Le Marchand de sable de Nadine Fournelle
- 1999 : Pin-Pon : Le Film : Oncle Mimile
- 2000 : Le Chapeau ou l'Histoire d'un malentendu
- 2001 : 15 février 1839 : Curé Marier
- 2001 : Karmina 2 : Vincent Proulx
- 2002 : Séraphin : Un homme et son péché : Père Ovide
- 2004 : Taking Lives, destins violés (Taking Lives) : Inspecteur de Québec
- 2004 : Monica la mitraille de Pierre Houle : Loignon enquêteur
- 2004 : Elvis Gratton XXX : La Vengeance d'Elvis Wong : Bob Elvis Gratton
- 2008 : Babine de Luc Picard : premier curé
- 2012 : Camion de Rafaël Ouellet : Germain
- 2014 : Bunker de Patrick Boivin : Guérard
- 2014 : Miraculum de Podz : Raymond
- 2015 : Paul à Québec de François Bouvier : Robert
- 2022 : Arsenault et Fils de Rafaël Ouellet : Armand Arsenault

#### Télévision
- 1980-1986 : Le Temps d'une paix : Paul-Émile
- 1982-1987 : Peau de banane : Freddy
- 1985 : Clémence Aletti : témoin
- 1986 : Lance et compte : Donat Riverin
- 1989 : Robin et Stella : Conrad Lablessure Francœur
- 1989 : Super sans plomb : Théo Miliard
- 1989-1991 : Le Grand Remous : Armand Viau
- 1989-1990 : Jeux de société : Yvan Major
- 1992 : Les Intrépides : voleur
- 1992 : Montréal ville ouverte : Capitaine Arthur Taché
- 1992-1995 Scoop : Jean-Paul Hamel
- 1993 : Blanche : Sylvio
- 1993 : Les Grands Procès : La femme Pitre : M. Beaulieu
- 1993-1995 : Là tu parles! : Romé Landreville
- 1994 : Avec un grand A : Missionnaires du sida : Albert
- 1995 : Le Billet de loterie (Une petite fille particulière) : Monsieur Frascatti
- 1995 : Les Grands Procès : L'affaire Coffin : MacDonald
- 1995 : Marcel poursuivi par les chiens de Michel Tremblay (téléthéâtre) : Willy Ouellette
- 1996 : Majeurs et vaccinés : Tony
- 1996-1997 : Les Aventures de la courte échelle : Inspecteur Lauzier
- 1996 : Jasmine : Tony Demers
- 1996 : Virginie : Jean-Louis Beaudry
- 1996-2001 : Le Retour : Maurice Landry
- 1997 : Les Orphelins de Duplessis : Donatien Legault
- 1997 : Omertà II, La Loi du silence : Marcel Tessier
- 1997-1998 : Le Volcan tranquille : Abbé Beaudin
- 1998 : Concours de scénarios: Indulgence (Les Beaux Dimanches)
- 1998 : L'Ombre de l'épervier : Félicien Gagné
- 1999-2001 : Dans une galaxie près de chez vous : Trétiak
- 2000 : Nuremberg : Dr Robert Ley
- 2000 : Les Gingras-Gonzalez : Raymond Gingras
- 2001 : Fortier : Jean-Pierre Legris
- 2001 : Ramdam : le réparateur d'ordinateurs
- 2001 : Réal-TV : Gaétan, l'homme à tout faire
- 2002 : Music Hall : Clément Patenaude
- 2002 : Caméra Café : M. Grazianni, l'installateur de machine à café
- 2002-2009 : Annie et ses hommes : Éric II
- 2004 : Le Bleu du ciel : Titange Paradis
- 2004-2006 : Les Bougon, c'est aussi ça la vie! : Caron
- 2005-2007 : Minuit, le soir : Gaétan Langlois
- 2005 : Le Négociateur : Hector Dupuis
- 2006-2010 : C.A. : concierge
- 2007-2009 : Bob Gratton : Ma vie, My Life : Bob Gratton
- 2008 : Les Lavigueur, la vraie histoire : Richard
- 2010-2013 : Rock et Rolland : Rolland
- 2012 : Fais pas ci, fais pas ça (saison 5) : Baptiste Jolicœur
- 2012 : Tu m'aimes-tu ? : Yvon
- 2015 : Karl & Max : Yvon Prince
- 2016-2019 : Les Pays d'en haut : François-Xavier Laloge
- 2016 : Unité 9 : Jean-Marc Poirier
- 2018-2021 : Léo (saisons 1 à 3) de Fabien Cloutier : Yvon

#### Vidéoclip
- 1991 : Isabelle de Jean Leloup
- 2013 : Novembre de Casabon[7]

### Réalisateur
- 1973 : Les Canadiens sont là coréalisé avec Pierre Falardeau
- 1979 : Pea Soup coréalisé avec Pierre Falardeau
- 1980 : Speak White coréalisé avec Pierre Falardeau[1]
- 1981 : Elvis Gratton coréalisé avec Pierre Falardeau
- 1983 : Les Vacances d'Elvis Gratton coréalisé avec Pierre Falardeau
- 1985 : Pas encore Elvis Gratton! coréalisé avec Pierre Falardeau
- 1985 : Elvis Gratton : Le King des kings coréalisé avec Pierre Falardeau

### Scénariste
- 1981 : Elvis Gratton
- 1985 : Elvis Gratton : Le King des kings
- 1999 : Elvis Gratton II : Miracle à Memphis
- 2004 : Elvis Gratton XXX : La Vengeance d'Elvis Wong

### Monteur
- 1979 : Pea Soup
- 1981 : Elvis Gratton
- 1985 : Elvis Gratton : Le King des kings

### Compositeur
- 1980 : Speak White

### Producteur
- 1979 : Pea Soup

## Distinctions
- 2000 : Prix Jutra du meilleur acteur de soutien pour le film Le Dernier Souffle [1]
- 2007 : prix Gémeaux du meilleur rôle de soutien masculin dans une série dramatique pour Minuit, le soir[1]
- 2013 : Prix Jutra du « meilleur acteur » pour le film Camion[1]